# Chagan (affluent de l'Oural)
Pour les articles homonymes, voir Chagan (homonymie).
Le Chagan (russe : Чаган) est une rivière du sud de la Russie et du nord-ouest du Kazakhstan, affluent de l'Oural. Son nom est dérivé du mot mongol signifiant blanc, ou pur.
La rivière prend sa source en Russie, dans l'Oblast d'Orenbourg, coule d'abord vers l'ouest puis tourne vers le sud pour entrer au Kazahstan, où elle se jette dans l'Oural au niveau de la ville d'Oural (oblys du Kazakhstan-Occidental).